# Ducati Scrambler (2015)
La Ducati Scrambler è una motocicletta prodotta da Ducati a partire dal 2015, ispirata nell'aspetto alla 2ª serie dell'omonimo modello, disegnata da Leopoldo Tartarini negli anni '60. È stata presentata in anteprima al WDW 2014, mentre il lancio ufficiale è avvenuto all'Intermot 2014 di Colonia. Da allora è stata prodotta in tre diverse cilindrate e in un'ampia gamma di allestimenti.

## Scrambler 400
Viene presentata ad EICMA 2015 con il nome di Ducati Scrambler Sixty2, ed è equipaggiata con motore Desmodue di cilindrata ridotta a 399 cm³ ed omologato Euro 4, erogante una potenza di 41 CV. Il telaio riprende quello della versione 800 ma è accompagnato da un nuovo forcellone tubolare in acciaio.

## Scrambler 800

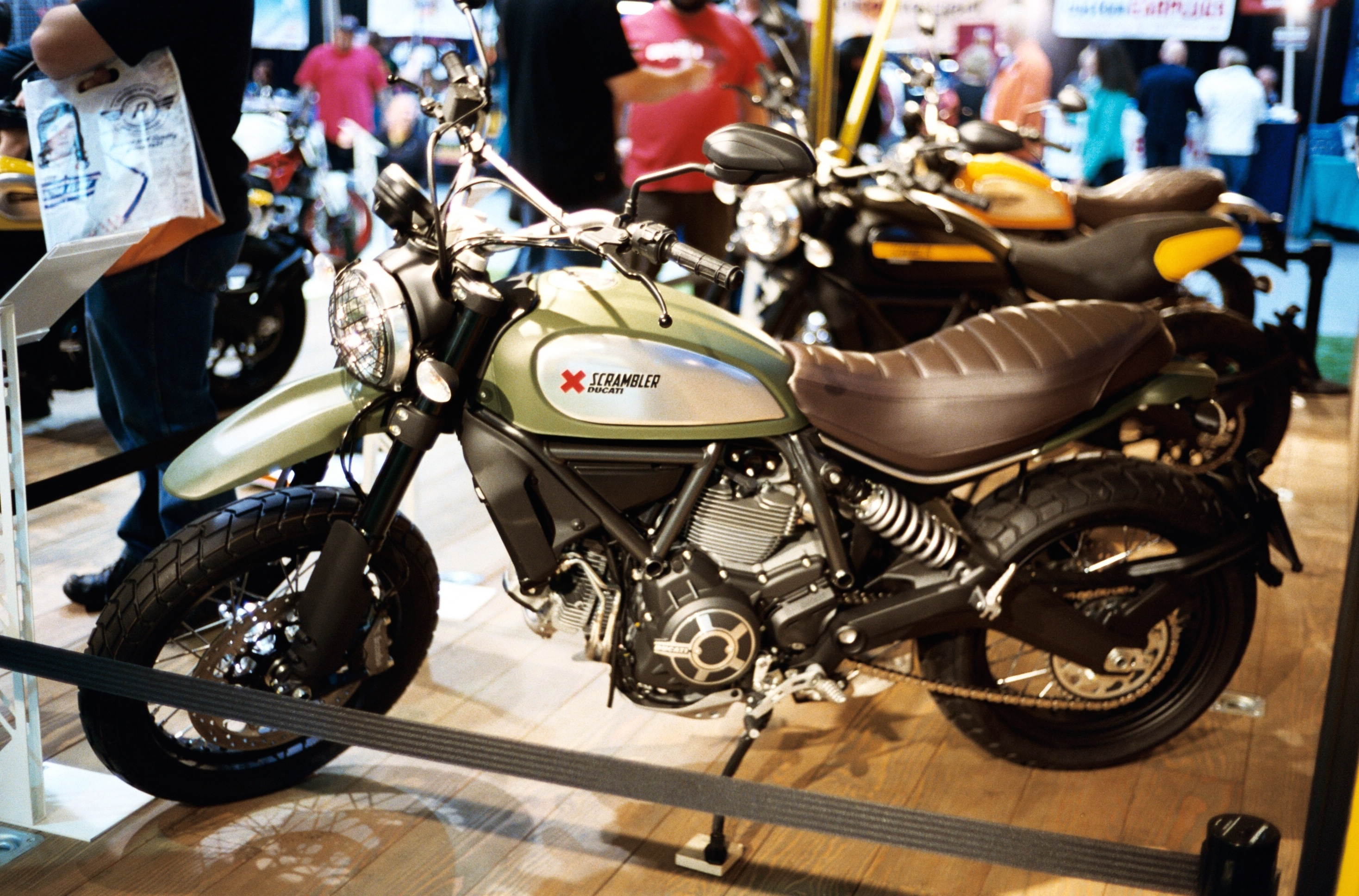
Ducati Scrambler Urban Enduro (2015)

La versione di debutto monta un motore bicilindrico a L di 90° Desmodue da 803 cm³ e 75 CV a 8250 giri,dotato di distribuzione desmodromica e raffreddamento ad aria. Il telaio è un traliccio di tubi in acciaio, le sospensioni sono Kayaba, e prevedono una forcella da 41mm e un forcellone in alluminio con monoammortizzatore. Il cambio è a 6 rapporti con frizione a bagno d'olio.
La gamma 2015 prevede quattro allestimenti: Icon, Urban Enduro, Classic e Full Throttle, a cui l'anno seguente si aggiungono Flat Track Pro e la serie limitata Italia Independent. Nella gamma 2017 entrano tre nuove versioni, denominate Café Racer, Desert Sled e Mach 2.0; inoltre il motore da 803 cm³ diventa Euro 4.

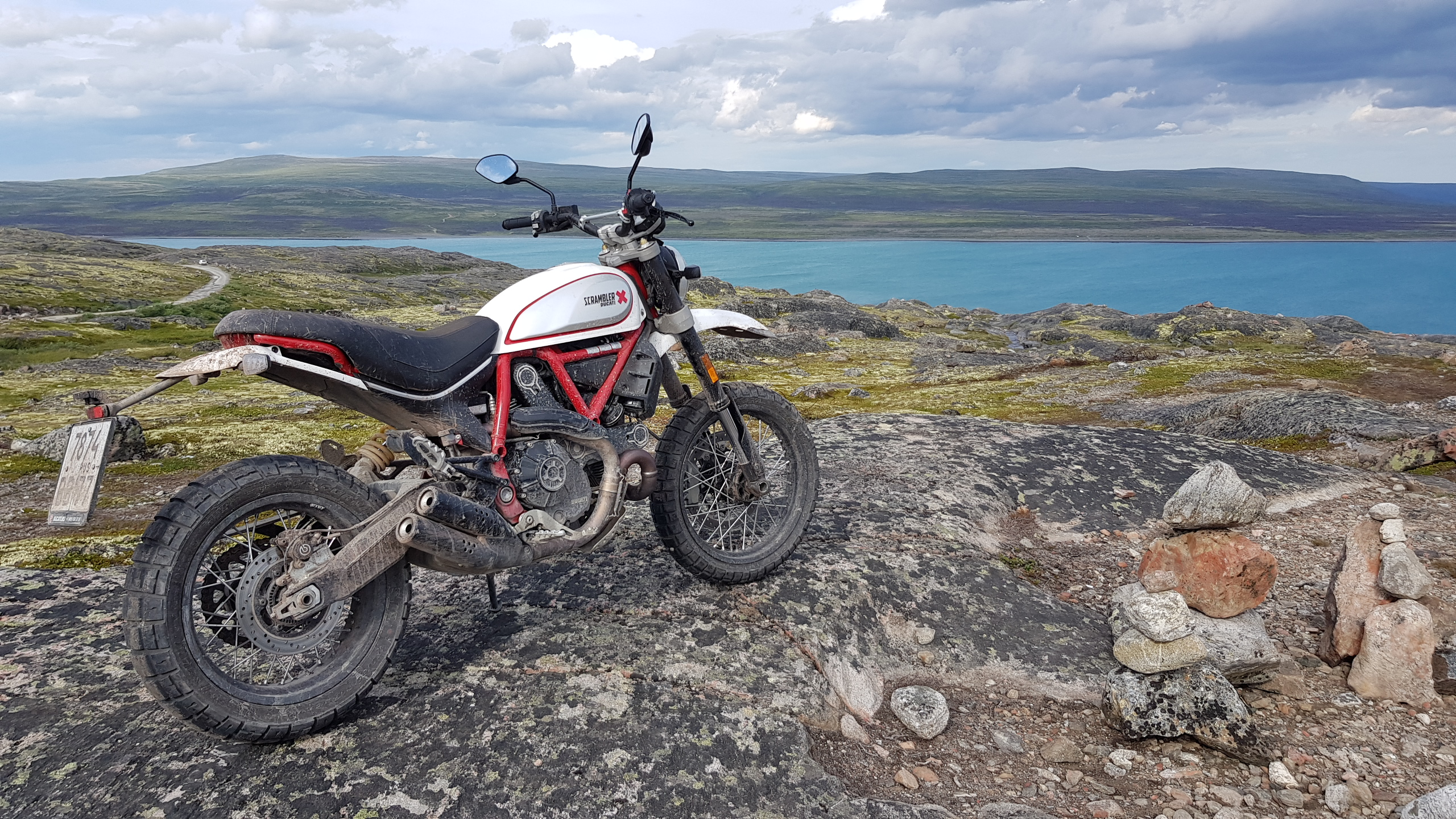
Ducati Scrambler Desert Sled (2019)

Il 2019 vede un rinnovamento di tutta la gamma, con l'adozione dell'ABS cornering, luci diurne a LED, nuova strumentazione e nuova taratura delle sospensioni. Rimangono in produzione le versioni Icon, Full Throttle, Cafè Racer e Desert Sled, con aggiornamenti estetici e nelle colorazioni.
La gamma 2020 è caratterizzata dal motore omologato Euro 5 e dall'introduzione dell'allestimento Icon Dark, versione d'accesso che rinuncia ad alcune dotazioni (come la porta USB e gli indicatori di direzione a LED), mentre nel 2021 escono di produzione le Cafè Racer e Full Throttle, sostituite dal nuovo modello Nightshift.

### Allestimenti
- Icon: serbatoio con finiture alluminio, cerchi in lega Enkei a 10 razze, manubrio largo, portatarga a ruota, offerta in colorazioi 62 Yellow, Rosso Ducati e Silver Ice.
- Classic: con sella vintage trapuntata, cerchi a raggi e parafanghi in alluminio, di cui quello posteriore con portatarga alto, offerta in colorazioni Orange Sunshine e Sugar White.
- Urban Enduro: impostazione da fuoristrada leggero, con sella a doghe, cerchi a raggi, parafango anteriore alto, manubrio off-road a piega alta, griglia faro e parasteli sulla forcella.
- Full Throttle: la versione 2017 aveva allestimento sportivo con cerchi in lega a 10 razze, sella racing, parafango anteriore corto, scarico Termignoni, manubrio basso. e colorazione Deep Black. Nel 2019 viene offerta una nuova livrea Hooligan con telaio nero e serbatoio bicolore giallo-nero, tabelle portanumero e terminale di scarico nero.
- Flat Track Pro: versione racing della Full Throttle del 2015, rispetto alla quale ha una sella diversa, diversi particolari in alluminio ricavati dal pieno, tabelle portanumero, cupolino sportivo, e finiture gialle su sella e cerchi.
- Italia Independent: serie limitata di 1077 esemplari realizzata in collaborazione con l'omonima azienda. Linea da café racer con manubrio dedicato e specchietti a manubrio, cupolino, sella specifica in pelle, cerchi in lega a 10 razze color rame, scarico Termignoni nero. Colorazione Night Copper con finiture nere opache.
- Café Racer: la versione del 2017 era offerta in colorazione Black Coffee con finiture oro, motore nero con alette spazzolate, cerchi in lega a 10 razze color oro da 17", sella café racer, codino corto, scarico Termignoni nero, semimanubri e tabelle portanumero. Nel 2019 cambia la colorazione, che diventa Silver Ice Matt con telaio e sella blu e i cerchi a raggi da 17".
- Desert Sled: versione off-road con ciclistica specifica, con erchi a raggi 19"/17" con canale oro, pneumatici tassellati Pirelli Scorpion Rally STR, sella alta, parafango anteriore alto, scarico dedicato, sospensioni regolabili con escursione maggiorata, forcellone rinforzato ed allungato, manubrio off-road con traversino, griglia faro, paramotore. Le colorazioni potevano essere bianco o rosso (con telaio nero), dal 2019 bianco con telaio rosso, e dal 2021 viene proposta la livrea Sparking Blue che ripropone lo stile delle enduro anni '80[9].
- Mach 2.0: livrea disegnata da Roland Sands, con cerchi in lega a 10 razze, manubrio basso, sella dedicata, scarico e teste motore nere con alette spazzolate.
- Street Classic: cerchi a raggi, motore nero con alette spazzolate e colorazione Volcano Grey.
- Icon Dark: cerchi in lega a 10 razze, motore nero con alette spazzolate e colorazione Matt Black.
- Nightshift: versione che sostituisce le precedenti Café Racer e Full Throttle, avente sella piatta biposto, manubrio dritto con specchi a manubrio, cerchi a raggi, tabelle portanumero e colorazione Aviator Grey.
- Desert Sled Fasthouse: edizione limitata e numerata di 800 esemplari per celebrare la vittoria alla gara off-road Mint 400 del 2020. Presenta una speciale colorazione realizzata in collaborazione con l'azienda di abbigliamento Fasthouse.
- Urban Motard: cerchi a raggi da 17", parafango anteriore alto, sella piatta, tabelle portanumero e ilvrea bianco-rossa con telaio nero.

## Scrambler 1100

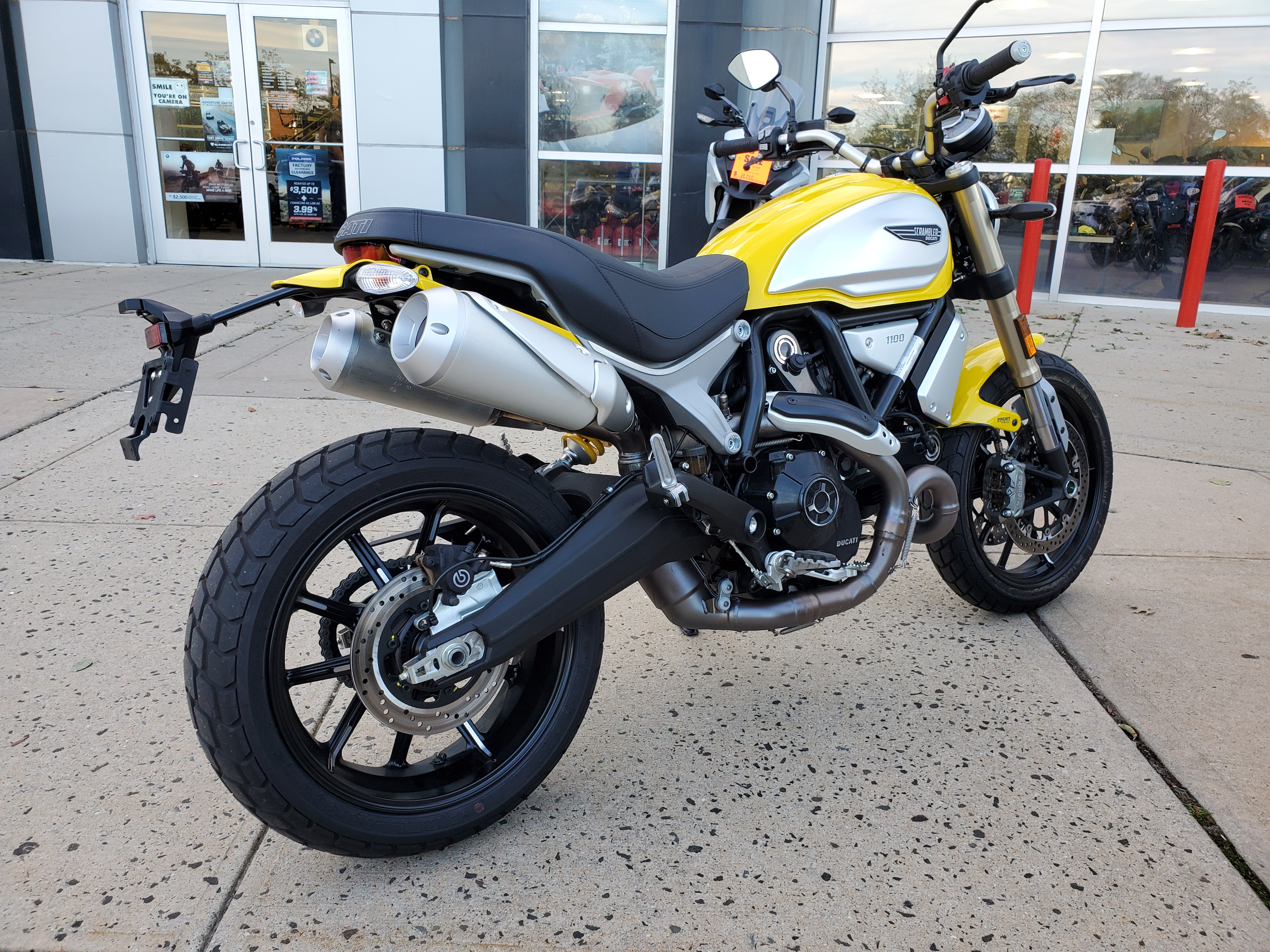
Ducati Scrambler 1100

Ad EICMA 2017 vede il laversione di maggiore cilindrata, spinta da un Desmodue DS 1079 cm³ da 86 CV omologato Euro 4, sempre raffreddato ad aria e con distribuzione desmodromica. Rispetto alla 800 la dotazione di serie è più ricca, con strumentazione LCD, piattaforma inerziale, ABS cornering e controllo di trazione. L'impianto di scarico è dotato di due terminali collocati sotto la sella. La forcella è una Marzocchi regolabile da 45mm e l'impianto frenante è maggiorato. Tre le versioni disponibili: oltre alla 1100 base, c'è la 1100 Special con una caratterizzazione estetica ispirata al mondo custom, e la 1100 Sport con sospensioni Öhlins regolabili e dettagli sportivi.
Nel 2020 la gamma viene aggiornata con l'introduzione delle nuove 1100 PRO e 1100 Sport PRO: il motore diventa Euro 5 e l'impianto di scarico ora prevede un doppio terminale sul lato destro. Cambiano inoltre le colorazioni e diversi dettagli estetici. L'allestimento Sport comprende sospensioni Öhlins regolabili, manubrio basso, specchietti in stile café racer e colorazione matt black. 

Per il 2021 viene introdotta anche la 1100 Dark PRO, versione d'accesso con colorazione nera opaca e dettagli in alluminio anodizzato.